# Pieter von Fisenne

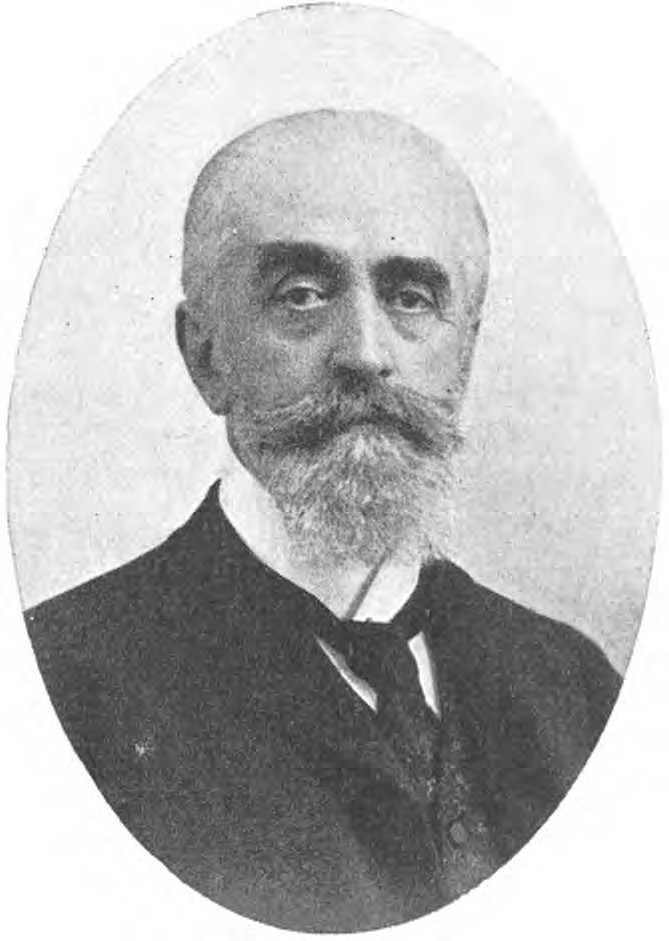
Pieter von Fisenne ca. 1905

Jhr. Pieter Maria George von Fisenne (Rotterdam, 22 september 1837 - Rijswijk, 7 april 1914) was een Nederlands politicus uit het adellijke geslacht Von Fisenne.
Pieter von Fisenne begon als ondernemer in Rotterdam, waarna hij in 1878 wethouder werd in Rijswijk. Tussen 1890 en 1904 zat hij voor respectievelijk kiesdistrict Delft en Zoetermeer in de Provinciale Staten van Zuid-Holland. Op 20 september 1904 werd Von Fisenne beëdigd als Eerste Kamerlid namens de Roomsch-Katholieke Staatspartij, een functie waarin hij met name sprak over waterstaatsaangelegenheden. In 1904 werd Von Fisenne namelijk ook hoofdingeland hoogheemraadschap van Rijnland en de Haarlemmermeerpolder. Na zes jaar als Eerste Kamerlid stelde hij zich na 1910 niet meer verkiesbaar, volgens eigen zeggen wegens zijn hoge leeftijd en verminderde zicht.
Op 13 september 1866 is Pieter von Fisenne bij Koninklijk Besluit ingelijfd binnen de Nederlandse adel. In 1868 trouwde hij in Rotterdam met zijn nicht Elisa Leopoldina Maria van der Kun, met wie hij twee zonen kreeg: één die overleed bij de geboorte en Louis Eugène Marie von Fisenne (1874-1939). Door zijn huwelijk met Van Der Kun kwam de Rijswijkse buitenplaatsDen Burch in handen van de Von Fisennes. Na zijn overlijden is Von Fisenne bijgezet in het familiegraf op de begraafplaats van de Sint-Bonifatiuskerk in Rijswijk.
Pieter von Fisenne was de grootvader van Louis von Fisenne, die later burgemeester van Hengelo en Warmond werd.